# 코바야시 유우 (성우)
고바야시 유우(일본어: 小林 ゆう, 1982년 2월 5일 ~ )는 일본의 여성 성우이다. 예능사무소 홀리 피크 소속으로 활동하고 있다. 2003년 성우 활동을 시작하여 2004년 TV 도쿄의 TV 애니메이션 골프천재 탄도로 첫 주연을 맡았다. 2008년 제2회 세이유 어워드에서 신인 여배우상을 수상했다.

## 생애
1982년 2월 5일 도쿄도에서 태어났다. 고등학생 때 모델로 스카우트되어 활동하다가 연기 지도를 받고 성우를 시작했다. 2006년 6월 20일에는 개인 팬클럽 'White Wing'이 발족했다.

## 출연작

### TV 애니메이션
2003년
- 플란테스

2004년
- 사무라이 7 - 시노
- 골프천재 탄도 - 아오바 타다미치
- 폭렬천사
- 명탐정 코난
- RAGNAROK THE ANIMATION - 린

2005년
- 사모님은 마법소녀
- 투구벌레 왕자 무시킹
- 좋아하는 것은 좋으니까 어쩔 수 없어! - 키타무라 후우타
- 스쿨럼블 - 라라 곤잘레스
- 스타쉽 오퍼레이터즈 - 시노하라 미나세
- 해피 세븐 - 오키 마히루
- 블랙잭
- 마법선생 네기마! - 사쿠라자키 세츠나

2006년
- 전설의 총사 빨간 망토
- 은혼 - 사루토비 아야메
- 지옥소녀
- 스쿨럼블 2학기 - 라라 곤잘레스
- 츠요키스 - 야시 나고미
- TOKYO TRIBE 2
- 네기마!? - 사쿠라자키 세츠나
- 쓰르라미 울 적에 - 호죠 사토시
- 무장연금 - 타테야마 치토세
- 프린세스 프린세스 - 사카모토 나츠루
- 성실하게 불성실한 쾌걸 조로리
- MUSASHI -GUN도- - 닌자타로
- 라쿠고천녀 오유이 - 센고쿠 료
- 포켓몬스터 다이아몬드&펄 - 하츠네(21화)

2007년
- 건강 전라계 수영부 우미쇼
- 안녕 절망선생 - 키무라 카에레
- Saint October - 히지리 미사키
- 도화월탄 - 로쿠죠 쇼코
- 드래고너트 더 레조넌스
- 슈팅 바쿠간 - 쿠우소우 단마
- 바카노! - 니스 홀리스톤
- 쓰르라미 울 적에 해답편 - 호죠 사토시
- PRISM ARK - 아이라
- 포켓몬스터 다이아&펄

2008년
- 안녕 절망선생 2기 - 키무라 카에레
- 크리스털 블레이즈 - 사라
- 오늘의 5학년 2반 - 사토 료타
- 마카데미 왓쇼이 - 싱클라비아
- 세키레이 - 아키츠
- 월드 디스트럭션 - 리 아 드라그넬

2009년
- 마리아 홀릭 - 시도 마리야
- 괭이갈매기 울 적에 - 카논
- 냥코이! - 이치노세 나기
- 사키 - 카지키 유미
- 위스컬 삐요 - 하네다 히로시

2010년
- 소·라·노·오·토 - 카즈미야 리오
- 오오카미카쿠시 - 쿠즈미 히로시
- 회장님은 메이드사마! - 카가 시즈코
- 학생회 임원들 - 요코시마 나루코
- 아라카와 언더 더 브릿지x브릿지 - 아마조네스
- 백화요란 사무라이걸즈 - 고토 마타베에
- 세기말 오컬트 학원 - 치히로

2011년
- 프렉탈 - 클레인
- 이나즈마 일레븐 GO - 키리노 란마루
- 마리아 홀릭 얼라이브 - 시도 마리야
- 은혼2기 - 사루토비 아야메
- 스켓 댄스 - 아사히나 키쿠노
- Steins;Gate - 우루시바라 루카
- 부르잖아요, 아자젤 씨 - 운디네

2013년
- 진격의 거인 1기 - 사샤 블라우스

2014년
- 마탄의 왕과 바나디스 - 엘리자베타 포미나

2015년
- 진격! 거인 중학교 - 사샤 블라우스

2016년
- 난바카 - 우파

2017년
- 진격의 거인 2기 - 사샤 블라우스

2018년
- 진격의 거인 3기 1 - 사샤 블라우스

2019년
- 진격의 거인 3기 2쿨 - 사샤 블라우스

2020년
- 진격의 거인 파이널 1쿨 - 사샤 블라우스

### OVA
- 언제나 나의 산타! - 셜리
- 기동전사 건담 SEED ASTRAY
- 네기마!? 봄 여름 - 사쿠라자키 세츠나
- 마리아님이 보고 계셔 - 아야노코지 키쿠요

### 극장판 애니메이션
2006년
- 극장판 동물의 숲 - 유우

2018년
- 극장판 진격의 거인 2기: 각성의 포효 - 사샤 브라우스

2024년
- 극장판 짱구는 못말려: 우리들의 공룡일기 - 산
- 진격의 거인 더 라스트 어택 - 사샤 브라우스

### 비디오 게임
2004년
- 막말연화 신선조 (테츠 공주)

2005년
- 마법선생 네기마! 1교시 꼬마 선생님은 마법사! (사쿠라자키 세츠나)
- 마법선생 네기마! 2교시 싸우는 소녀들! 마호라 대운동회SP! (사쿠라자키 세츠나)

2006년
- 바텐 카이트스II 시작의 날개와 신들의 사자 (밀리알데)
- 마법선생 네기마! 과외수업 소녀의 두근두근 피치 사이드 (사쿠라자키 세츠나)
- 네기마!? 초 마호라 대전 컷 인☆계약집행 있습니다. (사쿠라자키 세츠나)
- 네기마!? 3교시 사랑과 마법과 세계수 전설! (사쿠라자키 세츠나)

2007년
- 쓰르라미 울 적에 축제 (호죠 사토시)
- 네기마!? 초 마호라 대전 츄 체크 인 전원집합! 역시 온천에 왔습니다. (사쿠라자키 세츠나)
- 네기마!? どり〜むたくてぃっく꿈꾸는 소녀는 프린세스 (사쿠라자키 세츠나)
- 네기마!? 네오 파크티오 파이트! (사쿠라자키 세츠나)
- 록맨 젝스 어드벤트 (모델A)
- 일기당천 Shining Dragon (초선)
- 쵸코보의 이상한 던전 시간을 잊는 미궁 (일마)

2008년
- DS전격문고ADV 바카노! (니스 홀리스톤)
- 나이트 위저드 The VIDEO GAME ~Denial of the World~ (모치즈키 치하야)
- 12RIVEN -the Ψcliminal of integral- (호시노 유유)
- 알카나 하트2 (도로시 올브라이트)
- PRISM ARK -AWAKE- PS2판 (융 폰 펠디난드)
- 두근두근 마녀신판2 (나기사 렛카)
- 노을 빛으로 물드는 언덕 패러렐 PS2판 (후지미야 사이)

2010년
- 메탈기어 솔리드 - 피스워커 (세실·코지마·카미난데스)

2012년
- 슈퍼 단간론파[탄환논파] 2 (초고교급 사진가 코이즈미 마히루)

2021년
- 쿠키런: 킹덤 (트위즐젤리맛 쿠키)

### 라디오
- 라디오 아니메로믹스 ~쓰르라미 울 적에 편~ - 나카하라 마이와 공동진행. (분카방송/초!A&G+, 2006년 11월 - 12월)
- 라디오 아니메로믹스 - 고토 유코와 공동진행. (분카방송/초!A&G+, 2007년 1월 - 3월)
- 고스로리 소녀탐정단 라디오 일지 - 카타오카 아즈사, 후쿠이 유카리와 공동진행. - (인터넷 라디오/온센, 2007년 3월 - 11월)
- 코바야시 유우의 코바야시 문명 (분카방송/초!A&G+, 인터넷 라디오/KONAMI STATION, 2008년 4월 - 2009년 3월)
- 월드 디스트럭션 ~세계방송위원회~ - 후루야 토오루와 공동진행. (인터넷 라디오/아니메이트TV, 2008년 7월 - 10월)
- 마리아홀릭 웹라디오 아메노키사키 방송부 - 사나다 아사미와 공동진행. (인터넷 라디오/아니메이트TV, 2008년 12월 19일 - )
- 코바야시 유우의 (가제) (분카방송/초!A&G+, 2009년 4월 - 7월)
- 냥코이!라디오 ~죠고 육상부~ - 이구치 유카와 공동진행. (인터넷 라디오/히비키, 2009년 9월 4일 - 2010년 1월 22일)
- 토라노아나 라디오부~토라라지~ - 이마이 아사미와 공동진행. (인터넷 라디오, 2009년 11월 27일 - )
- 오오카미카쿠시 웹라디오 JTTB 죠가 마을 관광협회 방송 - 고토 유코와 공동진행. (인터넷 라디오/아니메이트TV, 2009년 12월 18일 - 2010년 1월 8일)
- 학생회 임원들을 전부 알 수 있는 라디오, 줄여서 전라! - 퍼스널리티는 고정되어있지 않음. 당시 아라이 사토미와 공동진행 (아니메이트TV, 2010년 10월 27일, 2010년 11월 2일)

## 그림
코바야시는 굉장히 독창적인 그림을 그리는 것으로도 유명하다. 애칭으로〈화백〉이라 불리기도 하며 현재 코바야시가 출연한 애니메이션이나 이벤트 등에서 그녀의 그림을 여러차례 볼 수 있다. 이하가 지금까지의 작품 예.
〈First Cast 성우편 Vol.02〉
함께 출연한 코바야시 사에코, 카와라기 시호의 그림과 함께〈D-project〉의 통판 특전 특별 자켓에 각자 그린 자화상이 인쇄되어 있다.
인터넷 라디오 《마호라학원 중등부 2-A 비밀의 방과후》
〈공포! 그림그리기 대결!〉의 코너에서 네기마!의 캐릭터를 사토 리나와 게스트가 그림을 그렸다. 코바야시의 화백 전설은 이 코너에서 생긴 것이다. 여기에서 그린 그림은 하기 단행본에 실려있다.
《마법선생 네기마!》제 16권 한정판
클래스 메이트 31명 전원 일러스트+저자인 아카마츠 켄의 초상화를 담당. 이 그림을 보고 아카마츠 켄은 "3일은 웃으면서 지낼 수 있다"고 평했으며, 카스가 미소라를 그릴 작정으로 그린 그림에 대해서는 "얼핏 보기에는 지온 공국의 최신 모빌 아머로 밖에 보이지 않는다."고 코멘트를 달았다.
TV 애니메이션 《네기마!?》
이 애니메이션은 매회 최종 엔딩 크레딧에 그 화의 메인 캐릭터를 연기한 성우가 그린 그림이 등장하는데, 세츠나가 메인이었던 6화에서는 코바야시가 담당. 예상했던 대로 독특한 그림이었으며 그림이 나오기 직전에는 〈화백!?〉이라는 방송용 자막도 표시되었다. 또한 본편에서 세츠나가 리액션을 할 때, 코바야시가 그렸던 모습이 되기도 하였으며 《네기마!?》OVA에서도 그 모습을 볼 수 있다. 또한 11화에서는 교회같은 곳의 스탠드 글라스에 그녀의 그림 같은 것이 그려져 있다. 거기에는 "Yuu Kobayashi"의 사인이 들어가 있으며 크레딧에도 표시되었다.
《마법선생 네기마!》오피셜 팬클럽〈네기파!〉
그 독창적인 그림 센스를 인정하여, 매호 차회예고의 일러스트를 담당하였다. 또한 자신이 연기하고 있는 사쿠라자키 세츠나가 특집으로 실린 5호에서는 〈画伯タッチの絵描き歌〉에까지 등장. 게다가 같은 책에서 〈매혹의 화가〉〈경악의 화가〉〈맥진의 화가〉라는 평가를 받았다.
《네기마!?》iPod《네기Pon!?》
그녀의 그림이 수십장 들어있는 것 외에 〈코바야시 유우 화백숙〉이라는 비디오까지 들어있다.
Wii용 소프트 《네기마!? 네오 파크티오 파이트!!》
어느 조건을 만족시키면 숨겨진 캐릭터로서 그녀가 그린 세츠나를 사용할 수 있게된다.
DS용 소프트 《네기마!? 초 마호라 대전 츄》
소프트 구입자 중 추첨으로 100명을 뽑아 코바야시가 그린 〈아티팩트 쟈켓〉을 증정하였다. 모티브는 전작 〈네기마?! 초 마호라 대전〉의 패키지 일러스트이다.
인터넷 라디오 《코지마 사치코와 코바야시 유우의 니혼바시 천녀 방송국》
《라쿠고 천녀 오유이》의 인터넷 라디오에서 《비밀의 방과후》와 마찬가지로 그림을 그린 코너 〈니혼바시 사립 고등학교 미술부〉가 있어, 코지마 사치코와 함께 작품에 등장할 듯한 요괴를 그렸다. 그림은 공식사이트 라디오 통신 페이지에 게재되어 있다.
스쿠란 축제야, 전원집합!
2006년 7월 2일에 열린 동명 타이틀 이벤트에 《루챠들》(본인도 인정)파괴력 발군의 노래를 피로. 성우로 오리지널 스토리를 만드는 코너 《굉장해~ 시란블의 길》에서 5번째의 자유로운 용(본인은 코시즈미 아미가 연기하는 츠카모토 텐마를 그릴 작정이었으나)날고 있는 엉뚱한 그림을 그려 카와다 신지와 시미즈 카오리에게 〈화백〉이라는 별명을 얻었다.
Radio 아니메로믹스 ~쓰라리미 울적에·코보레 바나시편~
2006년 11월~12월에 방송된 애니메이트 tv의 동명 방송내에서 그녀가 그린 그림의 제목을 맞추는 코너가 있어 매회 시청자들을 경악시켰다.
TV 애니메이션 《세인트 옥토버》
함께 출연한 카타오카 아즈사, 후쿠이 유카리의 블로그에 맥도날드의 캐릭터 도널드를 그린 그림이 올려졌다. 너무나 독특한 그 그림에 두 사람다 〈천재〉라는 코멘트를 달았다.
DVD Vol.2의 특전영상에 실린 《세인트 옥토버》의 캐릭터를 그리는 코너에서, 카타오카, 후쿠이 외 나레이터로 연출하고 있던 카와모토 나루도 그녀가 그린 그림을 보고 충격을 먹었다.
TV 애니메이션 《안녕 절망선생》
아래의 화에 코바야시의 그림이 쓰였다. 또한 언제나 그렇듯이 엔딩 크레딧에 코바야시의 이름이 표시되었다.
- 제 4 화: 키무라 케에레의 바지 그림
- 제 5 화·제 6 화: 마에다군의 초상화를 2 컷, 오른쪽 아래에 〈서 마에다의 작백화〉(화백작의 마에다상)이라고 쓰여져 있다
- 제 8 화: 키무라 카에레의 팬츠에 마에다군의 초상화
- 절망 소녀 찬집(BS11 Ver.)：엔드 카드

또, 크레딧에는 올라오지 않았지만, 2기 이후도 이하의 화에서 사용되었다.
- 2기 제 4 화(DVD에서는 제4화 - 제6화): 엔딩 〈연애 로마네스크〉의 배경의 벽의 낙서.
- 3기 제 1 화:〈절망 선생 에가키 우타〉를 고토 유코와 함께 담당. 이 그림은, 그대로 원작의 188화에서도 사용되었다.
- 3기 제 13 화:〈절망 선생님 에가키 우타〉를 오오츠키 켄지와 함께 담당.

인터넷 라디오 《사요나라 절망방송》
DJCD 제 4 권의 초회동봉 특전 스티커 용에 구성작가 T의 초상화를 그렸다.
사진집 《Lovin'Yu》
마지막 페이지에 특전 DVD에서 함께 출연한 개〈플로라〉의 그림이 실려있다.